# 明愛張奧偉國際賓館

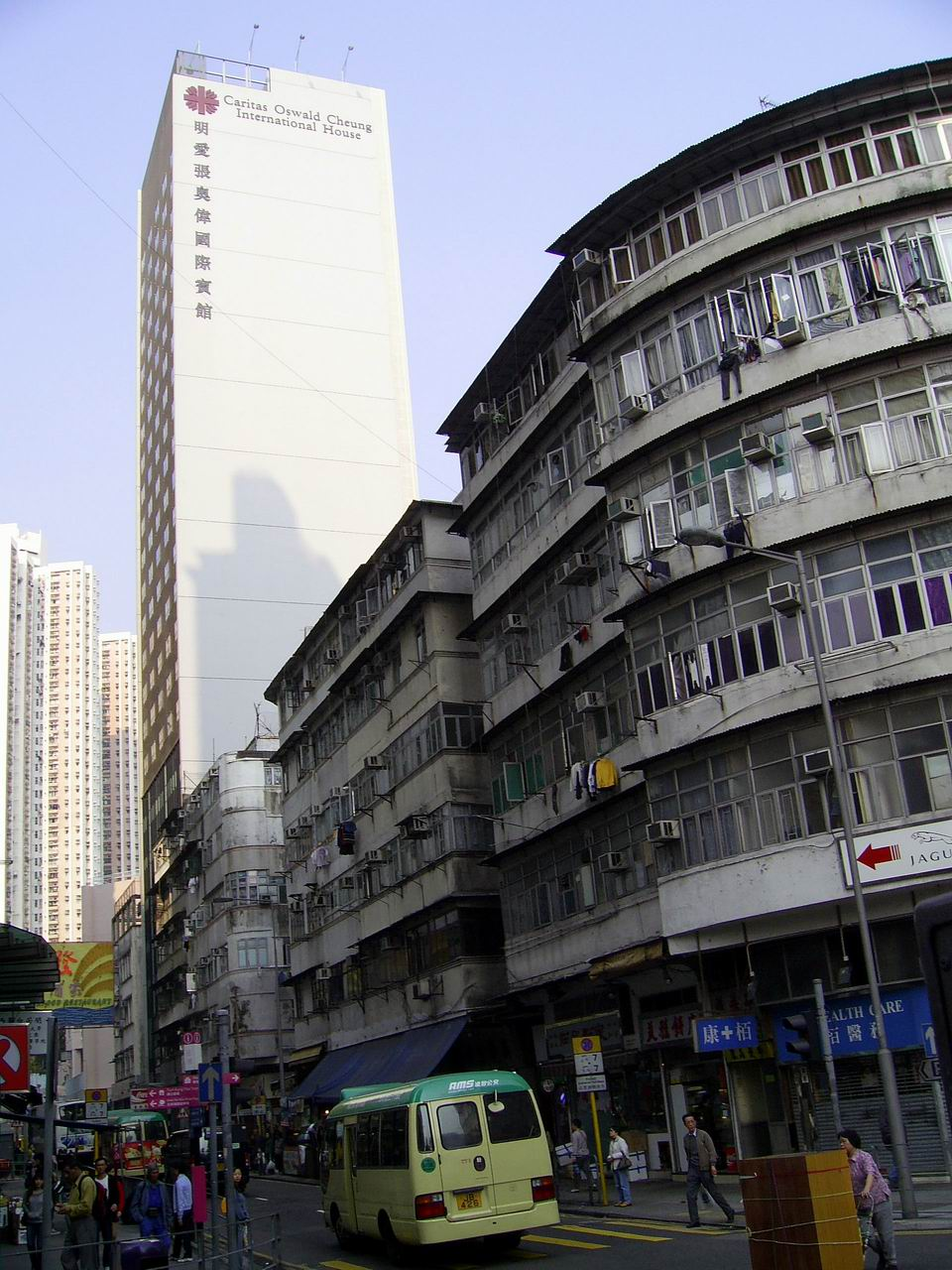
明愛張奧偉國際賓館

明愛張奧偉國際賓館（英語：Caritas Oswald Cheung International House），為香港的一間三星級酒店，位處於香港島香港仔田灣田灣街20號，酒店於2006年10月開幕，共提供119間客房，由香港明愛管理。

## 命名
是以紀念已故的張奧偉爵士（1922年－2003年）而命名，以感謝張奧偉爵士家人慷慨捐助予香港明愛，使賓館的建設工程得以順利完成。

## 酒店設施
- 咖啡廳
- 會議室
- 祈禱室

## 參看
- 香港酒店列表
- 明愛白英奇賓館
- 明愛賓館
- 香港明愛

## 外部連結
- 明愛張奧偉國際賓館